# Nils Gustaf Lidrén
Nils Gustaf Lidrén, född 24 mars 1819 i Rogslösa socken, Östergötlands län, död 13 mars 1897 i Herrestads landskommun, Östergötlands län, var en svensk präst i Herrestads församling och kontraktsprost i Dals kontrakt.

## Biografi
Nils Gustaf Lidrén föddes 24 mars 1819 på Häckenäs i Rogslösa socken. Han var son till hemmansägaren Lars Nilsson och Christina Sundqvist. Lidrén studerade i Vadstena och Linköping. Han blev vårterminen 1843 student vid Uppsala universitet, Uppsala och tog 1 april 1845 teoretisk teologisk examen. Lindrén tog 14 maj 1845 praktisk teologisk examen och prästvigdes 22 juni samma år. Han blev 26 september 1859 komminister i Järstads församling, Vallerstads pastorat, tillträde direkt och 22 mars 1869 komminister i Vreta klosters församling, Vreta klosters pastorat, tillträde 1871. Den 10 augusti 1876 tog Lidrén pastoralexamen och blev 18 december 1879 kyrkoherde i Herrestads församling, Herrestads pastorat, tillträde 1880. Han blev 9 april 1885 kontraktsprost i Dals kontrakt och 1891 ledamot av Vasaorden. Lidrén avled 13 mars 1897 i Herrestads landskommun.